# سفر إلى آخر الليل
سفر إلى آخر الليل هي الرواية الأولى للويس فرديناند سيلين. هذا العمل شبه سيرة ذاتية يصف الشخصية الرئيسية فرديناند باردامو، حياة سيلين الحقيقية.

## المقدمة
ربما لم يهاجم أحد فكر لويس - فرديناند سيلين، بقدر ما هاجمه ثلاثي دي بوفوار - سارتر - ألبير كامو. فهو، المفكر والكاتب الفوضوي اليميني- الذي لم يتورع عن مناصرة النازيين خلال الثلاثينات والأربعينات، في شكل أو في آخر- كان يمثل بالنسبة إلى الثلاثي التقدمي، اليساري إلى حد ما، قمة التخلف الفكري في المواقف السياسية. ومع هذا كان سارتر يحب أن يقول أنه كثيرا ما فكر بشخصية سيلينية، هي شخصية باردامو فيما كان منكبا على كتابة «الغثيان»، كما أن كامو لم يخف أبدا تأثره بالشخصية نفسها حين كتب «الغريب». أما سيمون دي بوفوار فحسبنا لتبين موقفها الحقيقي، الأدبي بخاصة، من سيلين أن ننقل ما كتبته في مذكراتها عنه: «... لقد كنا في ذلك الحين نقرأ كل ما يصدر من كتب: أما الكتاب الفرنسي الذي كان ذا القيمة الأكبر بالنسبة الينا فكان، خلال ذلك العام «سفر إلى آخر الليل» لسيلين... حيث كنا نحفظ بعض مقاطع الكتاب غيبا. ذلك أن فوضى سيلين كانت تبدو بالنسبة الينا، شديدة القرب من نزعتنا الفوضوية... وهو أيضا كان يهاجم الحرب والكولونيالية والتفاهة والأفكار السائدة... كان يهاجم المجتمع بأسلوب وبنغمة يفتناننا. في ذلك الحين كان سيلين صاغ أداة جديدة: كتابة لها حيوية الكلام العادي (...). وهذه الكتابة هي التي جعلت سارتر يتخلى نهائيا عن اللغة المفخمة التي كان يستخدمها من قبل».
إذا، لئن كان كتّاب فرنسا التقدميون في ذلك الحين اوسعوا سيلين شتما ونقدا بسبب مواقفه السياسية، فإن هذا لم يمنعهم ابدا من أن يضعوا روايته «سفر إلى آخر الليل»، وهي الرواية نفسها التي يشكل باردامو شخصيتها الرئيسة، في مكانها الصحيح، كرواية رائدة ينظر إليها الجميع على انها واحدة من اروع الروايات الفرنسية التي كتبت خلال النصف الأول من القرن العشرين، بل واحدة من أكبر الروايات الأوروبية، إلى جانب «يوليس» جويس، و«الرجل البلا مزايا» لروبرت موتسيل، وحتى «البحث عن الزمن الضائع» لبروست.

## القصة
ورواية «سفر إلى آخر الليل»، كانت أول رواية طويلة نشرها سيلين خلال مساره المهني، وكان ذلك في العام 1932 حيث نالت على الفور جائزة «رينودو». وهو استوحاها، على رغم طابعها الروائي الخالص، من ذكريات حياته وبعض مغامراته، خلال الحرب العالمية الأولى مضيفا إليها معرفته بالقارة الأفريقية حيث كان اكتشف مبكرا «مساوئ الكولونيالية»، إضافة إلى نظرته المبكرة إلى الولايات المتحدة التي رأى في مسيرتها انتصارا كبيرا لقيمة العمل وللرأسمالية. ناهيك، أخيرا، بتجربته الخاصة كطبيب في الضواحي. ولم تكن «سفر إلى آخر الليل» الرواية الوحيدة التي استعان سيلين، على كتابتها، بتجاربه أو ذكرياته الشخصية، إذ تجمع الدراسات التي تتناول سيلين، كذلك، ان الأوساط التي امضى فيها طفولته ومراهقته (اوساط البورجوازية الصغيرة من تجّار وموظفين) شكلت خلفية روايته التالية "موت بالتقسيط"، كما ان «الأغطيـة الجميلة» تعالج هزيمة فرنسا في العام 1939 كما عاشها هو شخصيا، فيما نجد ان تجربته في العيش في لندن، حيث انتدب لفترة عاش خلالها بعض أكثر سنوات حياته مرحا خلال الأعوام الأولى للحرب العالمية الأولى، شكلت خلفية روايتيه «عصابة المهرج» و«جسر لندن».
إن هذا كله يؤكد - بالطبع - ذاتية سيلين في كتابته الروائية. غير ان هذا الجانب الذاتي يظل الأكثر طغيانا في «سفر إلى آخر الليل»، إذ ان الرواية مبنية اصلا، وفي الجزء الأساس منها على تجربته حين عمل في القسم الطبي في مندوبية عصبة الأمم في ألمانيا فترة، هي التي قادته لاحقا بالتأكيد إلى ذلك الموقف المهادن للنازيين، أو حتى، المناصر لهم، والذي ظل لعنة احاطت به في وطنه فرنسا، حتى رحيله. وهو إذ عاد من ألمانيا - في حياته الخاصة كما في الرواية - عمل طبيبا في ضاحية كليشي، شمال غربي باريس، والتي كانت تعد في ذلك الحين، خلال الربع الأول من القرن العشرين، ضاحية البائسين. فهو هناك اكتشف البؤس والظلم الاجتماعيين ليجعل منهما موضوع روايته الأولى ليعير بطلها باردامو، تجاربه الشخصية، ما مكنه من أن يرسم «صورة لا رحمة فيها لمشهد عبثية الحياة»... تلك الحياة المكونة من «الاكاذيب الصغيرة وضروب قسوة الإنسان على اخيه الإنسان». ان العالم الذي صوره سيلين في هذا العمل، يبدو على الدوام لا مهرب منه ولا يحمل بارقة امل... ومع هذا ها هو سيلين نفسه يقول لنا: «ما هي خلفية هذه الحكاية كلها؟ لست ادري... إذ ما من أحد فهم حقا هذه الخلفية... ومع هذا اقول لكم ببساطة انها الحب... الحب الذي لا نزال نجرؤ على التحدث عنه وسط هذا الجحيم».
قسم سيلين روايته هذه - وكان هذا التقسيم جديدا إلى حد ما على الأدب الفرنسي في ذلك الحين - إلى مشاهد وفصول تتفاوت طولا وكثافة، من دون أن يعطيها ارقاما... وكأنه شاء للزمن العابر، لا للرقم، ان يحدد مسار احداث هذه الرواية. والفصل الأول منها يبدأ عشية اندلاع الحرب العالمية الأولى، لينتهي الفصل الأخير في العام 1928، أي بعد عشر سنوات من توقيع الهدنة التي انهت تلك الحرب. وكما يحدث في الروايات «البيكارية»، حيث لا وجود لحبكة واحدة، يدفع سيلين بطله (أي اناه - الآخر، بمعنى من المعاني) إلى التجول في زوايا الأرض الأربع، تقوده الصدف التي لا تخطيط مسبقا لها. وهكذا، في الفصل الأول نرانا نلاحق باردامو، في جبهة القتال، ثم نتبعه إلى الجهات الخلفية في المستعمرات الفرنسية الأفريقية (الكونغو خاصة) قبل أن ننتقل معه إلى الولايات المتحدة الاميركية. ثم في قسم ثان من الرواية نعيش معه وقد انصرف إلى ممارسة الطب في الضاحية الباريسية. لكن في الوقت نفسه نراه يقوم بأداء ادوار تافهة في صالة أحد الملاهي في «الجادّات الكبرى» حيث كانت المسارح وأماكن اللهو تصخب في ذلك الحين، ثم نراه بعد ذلك ينضم إلى عيادة للطب العقلي يديرها طبيب مخضرم هو الدكتور باريتون. وفي خضم ذلك كله، ابتكر سيلين لبطله، شخصية أخرى غارقة في بؤسها: روبنسون الذي لا يكف عن الالتقاء به في لحظات انعطافية من الرواية، ليتحول بين الحين والآخر إلى شبيه أو قرين له، يرعبه مصيره ويبدو غير تواق إلى عيشه بنفسه. وروبنسون هذا سيموت عند نهاية الرواية، ما يوفر على باردامو، الذي تتكوّن مسيرته كلها من هروب إلى الامام، ان يموت، هو، ذلك الموت المأسوي الذي لولا وجود روبنسون لكان من نصيبه. ولا بد من أن نذكر هنا ان باردامو هو الذي يروي لنا احداث الرواية بنفسه، ما يعطينا الانطباع بأننا لن نعرف أكثر مما يعرف هو، ولن نعيش سوى أسلوبه في عيش حياته.

## المؤلف
حين كتب لويي - فردنياند سيلين هذه الرواية كان في الثامنة والثلاثين من عمره وكان جزء كبير من حياته أضحى وراءه. فهو ولد العام 1894 في ضاحية كوربفوا، وكان اسمه الاصلي ديتوش، لكنه حين صار كاتبا استعار اسم سيلين من إحدى قريباته ليجعله اسمه الأدبي. وهو درس الطب، من دون أن يكون في البداية كبير اهتمام بالأدب، ومارس الطب، حتى وجد يوما ان لديه من التجارب ما يحسن به ان يرويه. وهو عبّر في كتاباته دائما عن موقف فاشي، انما بؤسوي النزعة... وهو زاد من تعبيره عن هذا الموقف حين احتل الالمان فرنسا أوائل الحرب العالمية الثانية، فوقف بقوة إلى جانب الالمـان، وضدّ ما كان يرى انه «خطر يهودي على فرنسا». وهكذا إذ انقضت الحرب، وسـم بالجنون ورذل، وعاش وحيدا في ضاحية باريسية حتى مات في العام 1961... ولكن من دون أن يقلل هذا كله من قيمته الأدبية الكبيرة.

## روابط خارجية
- سفر إلى آخر الليل على موقع الموسوعة البريطانية (الإنجليزية)